# Blaise-sous-Arzillières

Blaise-sous-Arzillières este o comună în departamentul Marne, Franța. În 2009 avea o populație de 342 de locuitori.